# Rock Against Racism
Pour les articles homonymes, voir RAR.
Rock Against Racism (RAR) était une campagne menée par Red Saunders, Roger Huddle et d'autres lors de l'hiver 1976. Elle a été fondée en réponse aux commentaires et gestes ouvertement racistes faits par Eric Clapton. Cette campagne constitue également une réponse à David Bowie, à qui il a été reproché des « propos fascistes », lorsqu'il a comparé Mick Jagger à Hitler, et proclamé ce dernier « la première star de la scène rock ». Il s'est excusé depuis et a attribué ses dires aux effets de la drogue. 

## Histoire du mouvement

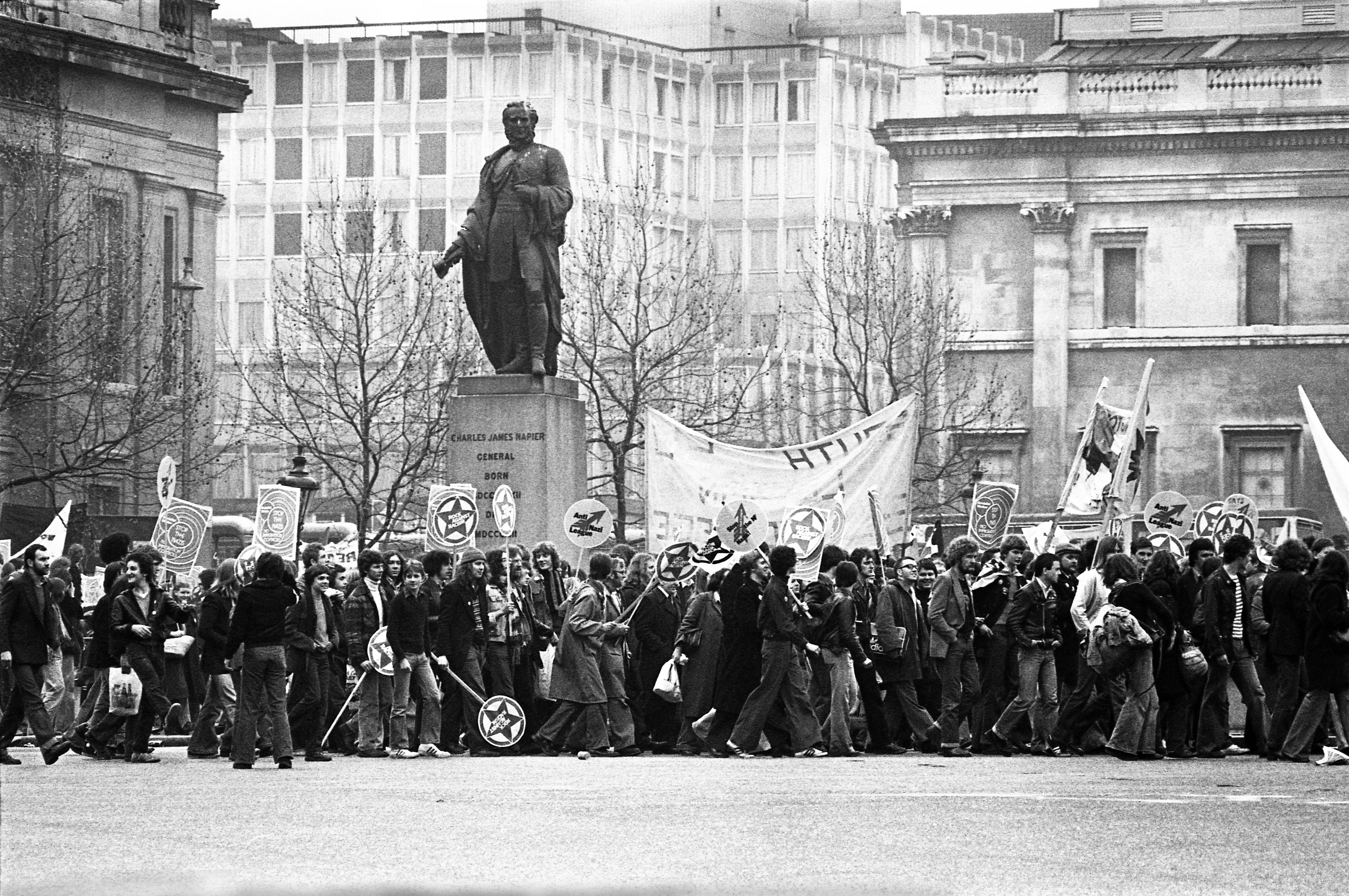
Rock Against Racism, 1978.

### Les origines
RAR est au départ conçu comme une idée pour un concert unique contre la montée du racisme au début des années 1970. Selon Huddle, « cela resta juste une idée jusqu'à août 1976 » quand Clapton, ivre, apporta publiquement son soutien à l'ancien ministre conservateur Enoch Powell lors d'un concert à Birmingham. À cette occasion, Clapton affirme que l'Angleterre est « devenue surpeuplée » et demande à la foule de voter Powell pour empêcher la Grande-Bretagne de devenir une « colonie noire ». Clapton attribua plus tard ses propos à son alcoolisme à l'époque. Ce qui ne l'empêcha pas de réitérer son soutien à Powell au cours des décennies, et notamment après sa mort, dans une interview donnée au magazine Uncut en 2004 ; il y décrit Powell comme un « provocateur courageux » ("outrageously brave").
Huddle, Saunders et deux membres de Kartoon Klowns répondent en écrivant une lettre à NME. Ils expriment leur opposition aux affirmations de Clapton lequel est selon eux « le plus détestable de tous car il a obtenu son premier tube avec une reprise de I Shot the Sheriff de la star reggae Bob Marley ». À la fin de la lettre, ils demandent aux gens de les aider à former un mouvement appelé Rock Against Racism. Ils affirment avoir reçu des centaines de soutiens.
Un grand nombre de soutien à RAR arriva après que David Bowie affirma dans une interview pour Playboy que « La Grande Bretagne est prête pour un meneur fasciste ». Bowie se rétracta plus tard au sujet de ce commentaire, déclarant que cela faisait suite à un abus de drogue.

### Les actes
Le premier acte de RAR fut un concert avec Carol Grimes en vedette et le lancement du fanzine Temporary Hoarding. Au printemps et à l'automne 1978, RAR organisa deux festivals d'envergure avec l'Anti-Nazi League afin de contrer la montée de la vague d'attaques racistes au Royaume-Uni. Environ 80 000 personnes défilèrent de Trafalgar Square à l'est de Londres (réputé d'extrême droite) pour un concert en plein air.
À ce concert, participaient The Clash (comme on peut le voir dans le film Rude Boy), The Buzzcocks, Steel Pulse, X-Ray Spex, The Ruts, Sham 69, Generation X et le Tom Robinson Band. Une foule de 25 000 personnes vint ensuite à Northern Carnival à Manchester pour un concert où jouaient The Buzzcocks, Graham Parker and the Rumour et Misty in Roots [réf. nécessaire]. En 1979, un concert fut mis sur pied à l'Acklam Hall de Londres avec Crisis,  The Vapors et Beggar.

### Aujourd'hui
RAR connait un renouveau sous le nom de Love Music Hate Racism (en) pour un concert à l'Astoria de Londres avec Mick Jones, The Buzzcocks et The Libertines.